# Grimmiàcies
Les grimmiàcies (Grimmiaceae) són una família de molses de la classe Bryopsida. Principalment viuen sobre roques i sovint resisteixen la dessecació. Algunes espècies prefereixen els sòls sorrencs.
Aquesta família està estesa per les regions de clima temperat, incloent les altes muntanyes de tot el món. En zones tropicals només viuen a alta muntanya.

## Gèneres
Aquesta família conté 10 gèneres amb unes 330 espècies en dues subfamílies
- Subfamília Racomitrioideae
  - Bucklandiella, 58 espècies cosmopolites
  - Codriophorus, 15 espècies holàrtiques
  - Niphotrichum, 8 espècies
  - Racomitrium, 14 espècies cosmopolites

- Subfamília Grimmioideae
  - Aligrimmia, 1 espècies al Perú
    - Aligrimmia peruviana

  - Coscinodon, 10 espècies
  - Coscinodontella, 1 espècie al Perú
    - Coscinodontella bryanii

  - Grimmia, unes 110 espècies cosmopolites
  - Leuroperichaetium, 1 espècie a Namíbia
    - Leuroperichaetium eremophilum

  - Schistidium, 110 espècies cosmopolites
    - Schistidium apocarpum